# The Gunfighter's Son
The Gunfighter's Son è un cortometraggio muto del 1913 sceneggiato e diretto da William Duncan.

## Produzione
Il film fu prodotto dalla Selig Polyscope Company.

## Distribuzione
Distribuito dalla General Film Company, il film - un cortometraggio in una bobina - uscì nelle sale cinematografiche statunitensi il 7 gennaio 1913.